# 청자 상감모란문 발우 및 접시
청자 상감모란문 발우 및 접시(靑磁 象嵌牡丹文 鉢盂 및 楪匙)는 상감 기법으로 모란 무늬를 새겨 넣은, 고려청자 발우 3점과 접시 1점이다. 서울특별시 용산구, 삼성미술관 리움에 있으며, 1990년 5월 21일 대한민국의 보물 제1039호로 지정되었다.

## 개요
고려시대 만들어진 높이 4.4∼7.3cm, 아가리 지름 16.1∼18.9cm, 밑지름 5.9∼6.1cm의 발우 3점과 높이 12.9cm, 아가리 지름 14cm, 밑지름 5.7cm의 전접시 1점이다.
발우는 불교에서 사용하던 식기를 일컫는 말로, 크기가 점점 작아져 포개어 넣을 수 있는 형식으로 되어있다. 전접시는 아가리 부분이 밖으로 수평에 가깝게 꺾인 형태의 접시로, 발우 3점과 같이 1세트를 이룬다.
무늬를 보면 발우는 안쪽 밑바닥에 국화가 상감되어 있고, 옆면에는 모란 3송이가 자연스러운 형태로 세밀한 부분까지 묘사되어 있다. 바깥쪽은 입술 부분에 번개무늬가 백상감 되었고, 옆면 전체에 꽃모양 덩굴무늬가 백상감 되어 있다.
전접시는 안쪽 밑바닥에 국화문이 있고, 옆면에 모란을 4송이 그렸다. 그 외에는 발우와 비슷하다.
4점 모두 같은 질과 문양, 형식이어서 같은 시기에 만들어진 것으로 보인다. 

## 같이 보기
- 고려청자

## 참고 자료
- 청자 상감모란문 발우 및 접시 - 국가유산청 국가유산포털